# Amélie Kretz
Amélie Kretz (Sainte-Agathe-des-Monts, 19 de mayo de 1993) es una deportista canadiense que compite en triatlón. Ganó una medalla de oro en el Campeonato Panamericano de Triatlón de 2014 en la prueba de relevo mixto.

## Palmarés internacional
| Campeonato Panamericano | Campeonato Panamericano   | Campeonato Panamericano | Campeonato Panamericano |
| Año                     | Lugar                     | Medalla                 | Prueba                  |
| ----------------------- | ------------------------- | ----------------------- | ----------------------- |
| 2014                    | Sarasota (Estados Unidos) | Medalla de oro          | Relevo mixto            |